# Завтра не наступит никогда
«За́втра не насту́пит никогда́» (англ. Tomorrow Never Comes) — британско-канадский фильм 1978 года. Соединяет жанры психологической драмы и полицейского боевика. Режиссёр — Питер Коллинсон.

## Сюжет

### Завязка
Офицер полиции Джим Уилсон (Оливер Рид) после многолетней службы возвращается к себе на родину: «В маленький город, где я родился. Там люди не испорчены цивилизацией, уважают друг друга и закон. Не как в этой клоаке, где преступления, насилия, убийства считаются нормой». Эти слова иллюстрируются ходом действия: с утра отмечается очередное убийство. Несколько лет назад жена Уилсона стала жертвой неизвестного преступника.
Уилсон — заслуженный сотрудник. Он известен храбростью, честностью, добротой и доверием к людям. В городе его уважают, устраивают торжественные проводы. Однако в его отношениях с коллегами чувствуется напряжённость и отчуждение. Особенно это касается непосредственного подчинённого Вилли Грейбера (Пол Косло), чьи взгляды на жизнь противоположны гуманизму Уилсона: «А я не верю ни одному подонку на улице. Когда-то и я был в Корпусе мира. Пока мой друг не наступил на мину. И тогда я решил: а пошли вы все… я вам ещё покажу». Уилсон понимает, чего ждёт Вилли: «Когда я уеду, ты забудешь мои наставления и возьмёшься за дубинку и кольт».
Из деловой отлучки в город возвращается молодой менеджер Фрэнк Капелл (Стивен Макхэтти). Вернувшись, он узнаёт, что его девушка Дженни Морган (Сьюзан Джордж) изменила ему. Фрэнк заходит к злачное заведение к своему другу бармену Рэю (Ричард Донат). Развязная девица из уголовно-хулиганской компании издевается над ним. Завязывается драка, Фрэнка жестоко избивают, проламывают ему голову. Рэй не решается помочь (ему к горлу приставлен нож одного из бандитов-посетителей), но переносит избитого Фрэнка в комнату и уходит за врачом. Оставшись в одиночестве, Фрэнк уходит на поиски Дженни. Он находит её в коттедже фешенебельного отеля.
Гостиничный служащий, обратив внимание на странное поведение Фрэнка, звонит в полицию. В разгар объяснения Фрэнка с Дженни в коттедж входит патрульный. Фрэнк бросается на него и вырывает револьвер. Патрульный ранен случайным выстрелом. Он добирается до машины и сообщает о происходящем. К отелю прибывает полицейский наряд со спецназом. Командует Вилли, любящий власть и насилие.
Фрэнк, поражая всех своих знакомых (его знают как человека разумного, спокойного и уравновешенного), требует доставить любовника, угрожая убить Дженни. Вилли начинает приготовления к штурму коттеджа. Однако о происходящем становится известно Уилсону, который последний день ещё находится на службе в этом городе. Он приезжает к отелю и — к огромному неудовольствию Вилли — берёт на себя руководство.

### Развитие
Вилли приказывает выстрелить в появившегося Фрэнка. «Он ранил полицейского! И он показался в окне! Что ещё нужно?!» Для Уилсона же главное — избежать кровопролития. Особенно заботит его судьба заложницы Дженни, которую Фрэнк может мгновенно застрелить. Между Уилсоном и Фрэнком идёт своего рода поединок — полицейский убеждает преступника сдаться, ищет способы вынудить его к этому хотя бы обманным путём. Но коллизия усиливается тем, что морально Уилсон всецело на стороне Фрэнка.
Фрэнк требует от Дженни назвать имя любовника. Дженни отказывается. Поведение Фрэнка неадекватно и агрессивно, даже с учётом обстоятельств. Уилсон, узнав от бармена о драке и избиении, консультируется с врачом-нейрохирургом Тоддом (Дональд Плезенс). Тот с профессиональным цинизмом ставит диагноз: полная неадекватность и непредсказуемость: «Две минуты, два часа, два дня».
Настроение Фрэнка резко меняется от агрессии к депрессии. Он готов примириться с Дженни. Но в момент примирения случайно видит на полотенце вензель R.L.L. — и таким образом узнаёт имя своего врага: «Роберт Л. Лин… Ты спуталась с Робертом Лином?! Грязная шлюха!» Роберт Лин — самый богатый человек города, крупный финансист, влиятельный делец. Мотивы измены Дженни становятся совершенно очевидны. Более того: Фрэнк догадывается, что его отъезд из города был специально организован Лином, возможно, с ведома Дженни.
Фрэнк требует доставить Лина для мужского разговора один на один. Дело принимает новый оборот. У отеля собирается толпа. Телевидение ведёт прямую передачу. Вилли сообщает об этом начальнику городской полиции Бёрку (Рэймонд Бёрр). Тот информирует Лина и выезжает к отелю.
Предпринимается попытка нейтрализовать Фрэнка через пиво с усыпляющим средством. Для этого полиция планирует использовать ребёнка — мальчика Джоя. Этого не позволяет сделать Рэй, тогда пиво несёт Уилсон. Фрэнк разгадывает манёвр и делает несколько выстрелов. Обстановка накаляется, между Вилли и Рэем происходит драка. Рэй возмущён подлостью Лина и жестокостью Вилли. Фрэнк требует быстрее привезти Лина, приставив револьвер к виску Дженни.
Приезжает Бёрк. Это — мрачная личность со странностями (в летнюю жару не снимает чёрного пальто, шарфа и шляпы, не расстаётся с детскими заводными игрушками). Он отдаёт должное достоинствам и заслугам Уилсона. Но задачей полиции шеф считает быстрое решение вопроса — Лин ведёт переговоры о крупном правительственном займе. Огласка скандала опасна: «Мы наносим финансовый вред городу». К тому же, Бёрк и Лин — приятели между собой, явно ведут общие дела.
Уилсон понимает ситуацию с другой стороны: «Роберт Лин хочет, чтобы эти двое замолчали навсегда». Честный полицейский не намерен помогать зарвавшемуся богачу скрывать его «аморалку». Тем более ценой двух уже сломанных Лином жизней. Уилсон старается разрешить ситуацию без стрельбы, спасти обоих молодых людей. Или в крайнем случае хотя бы одну Дженни.
Бёрк вызывает в отель опытного снайпера Милтона (Сесил Линдер), инструктора полицейских стрелков. Он также уговаривает прибыть Лина. Заготовлена лживая речь, из которой следует, будто Лин якобы хотел помочь Фрэнку и Дженни заработать денег к женитьбе. План состоит в том, что присутствие Лина выманивает Фрэнка из коттеджа под выстрел Милтона. Подготовить снайперскую позицию поручается Уилсону. Тот выполняет приказ, но в разговоре с Милтоном даёт понять — не следует стрелять насмерть.
Лин приезжает, располагается в отдалении и вызывает Фрэнка. Милтон берёт на прицел крыльцо коттеджа. Но когда Фрэнк уже на пороге, предчувствующая Дженни не позволяет ему выйти. Милтон и Уилсон обрадованы.

### Кульминация-финал
День заканчивается, сгущаются сумерки. Остаётся последний вариант. Бёрк и Уилсон убеждают Лина идти к коттеджу. (При этом Бёрк и Лин явно о чём-то сговорились.) Уилсон высказывает Лину всё, что думает о нём и идёт впереди. Лин за его спиной. Навстречу выскакивает из коттеджа Фрэнк, за ним Дженни. Парализованный страхом Лин прячется за спиной Уилсона, потом падает на землю.
Уилсон убеждает Фрэнка: «Посмотри на него. Разве он этого стоит? А тот парень, патрульный, поправляется. Отдай оружие, Фрэнк». О том же умоляет Дженни.
Фрэнк медленно поднимает револьвер, протягивая его в сторону Уилсона. Полиция держит его на прицеле. Переглянувшись с Вилли, шеф Бёрк чуть заметно кивает. Дорвавшийся Вилли командует: «Огонь!» Фрэнк убит.
Вилли проверяет барабан револьвера. Выпадают пустые гильзы. Вилли ошарашен и даже пытается оправдываться. Уилсон с ненавистью смотрит на него, разворачивается и уходит. Он идёт мимо бывших коллег, мимо Бёрка, мимо Рэя, стоящего с опущенной головой.

## В ролях
- Оливер Рид — Джим Уилсон, лейтенант городской полиции
- Стивен Макхэтти — Фрэнк Капелл, обманутый жених
- Сьюзан Джордж — Дженни Морган, изменившая невеста
- Пол Косло — Вилли Грейбер, лейтенант полиции, подчинённый Уилсона
- Джон Айрленд — капитан полиции (имя не названо)
- Рэймонд Бёрр — Бёрк, начальник городской полиции
- Джон Осборн — Роберт Лин, финансист, соблазнитель Дженни
- Ричард Донат — Рэй, бармен, друг Фрэнка
- Дональд Плезенс — доктор Тодд, врач
- Сесил Линдер — Милтон, снайпер
- Джефферсон Маппин, Марио Ди Лорио, Джулиан Мелзак — хулиганы в баре
- Джейн Иствуд — девица в баре
- Сэмми Снайдерс — мальчик Джой, приятель Фрэнка

## Социальный аспект
Не вполне понятно — особенно иностранному зрителю — в какой стране происходит действие. Показан англоязычный насквозь криминализированный город с признаками властной коррупции. Производство фильма и актёрский состав «канадских тяжеловесов» с наибольшей вероятностью указывают на Канаду. Однако стереотипы поведения персонажей создают ассоциации с США. Прояснить могла бы полицейская форма, но она не демонстрируется в деталях (хотя явно не британская).
«Полицейская мелодрама» поднимает ряд социальных и социально-психологических проблем. Вечные проблемы верности, дружбы, любви, измены даны в чётком общественном контексте. Личная драма Фрэнка и Дженни пропущена через криминальный разгул, надменное бездушие финансовой аристократии, произвол силовых структур. Некоторые фразы ключевых персонажей — Уилсона, Фрэнка, Вилли, Бёрка, Тодда — превращаются в крылатые выражения. На англосаксонском материале вновь показан универсальный для правоохранительных органов мира «конфликт Жеглов — Шарапов».

## Прокат на русском языке
Фильм получил известность после демонстрации на XI Московском международном кинофестивале в 1979 году. Этот показ сыграл важную роль в продвижении картины. В первой половине 1980-х фильм демонстрировался в СССР и производил сильное впечатление на аудиторию.